# Hans Morten Sommer
Hans Morten Sommer (24. maj 1735 i Alstahov i Nordland – 26. marts 1791) var en dansk-norsk højesteretsassessor.
Han var født i Nordland, hvor hans fader, Morten Sommer, var sognepræst; moderen, Abel Margrethe født Dass, var sønnedatter af digteren Petter Dass. Han blev student fra Trondhjems Skole 1752. Som alumnus på Borchs Kollegium 1754-59, hvor han tillige var inspektør, lagde han sig især efter de gamle sprog og historie, senere dyrkede han med interesse lovkyndigheden. Efter at have taget juridisk eksamen blev han 1762 assessor i Hofretten. 1766 opgav han denne stilling og rejste til Nordland, hvor han købte en landejendom. Her opholdt han sig til 1775, da han atter begav sig til København og, efter anden gang at have taget juridisk eksamen, blev assessor i Højesteret 1777 og justitsråd 1779. Han døde 26. marts 1791. Han var gift med Abel født Hammond, datter af kommerceråd William Hammond.
Som ung student udgav Sommer 1756 en afhandling De injusto solidioris eruditionis contemptu, som vakte adskillig opsigt; man beundrede forfatterens elegante latin, men anmelderne kritiserede den ensidighed, hvormed han hævdede de klassiske studier som det eneste grundlag for al dannelse. Et andet udslag af hans filologiske Interesser var den undersøgelse, som han 1778 udgav om fejl i de danske oversættelser af Det Nye Testamente, et arbejde, som vandt den største anerkendelse. Der udtaltes ønske om, at Sommer ville påtage sig en ny oversættelse, men han satte sig et meget større mål, i det han i de følgende år arbejdede på en kritisk udgave af den græske tekst med ny latinsk og dansk oversættelse og ledsaget af kommentar. Arbejdets omfang hindrede dets fuldbringelse. Sommer havde i det hele navn som en mand af grundig lærdom, og da Johan Ernst Gunnerus udkastede sin plan til et norsk universitet, tiltænkte han Sommer et juridisk professorat.